# Fairground Attraction
Fairground Attraction var et britisk folke- og softrockband. De er bedst kendt for deres store hit "Perfect" og den efterfølgende single "Find My Love", samt for at hjælpe forsangeren, Eddi Reader, i gang med sin karriere. Gruppen bestod derudover af Mark E. Nevin, Simon Edwards og Roy Dodds.

## Karriere
I 1987 skrev Fairground Attraction kontrakt med RCA, og de udsendte deres første single, "Perfect", i april 1988. Den blev en øjeblikkelig succes og toppede UK Singles Chart som #1. Deres debutalbum, The First of a Million Kisses, var en blanding af folkemusik, jazz, country med cajun-elementer. Alle sangene på nær én var skrevet af Mark E. Nevin. Albummet blev udgivet i 1988 efter succesen med "Perfect" og den debuterede som #3 på UK Albums Chart for herefter at toppe som #2. Det solgte senere platin. Der blev udgivet yderligere tre singler fra albummet: "Find My Love" (som nåede #7 på UK Singles Chart), "A Smile in a Whisper" og "Clare".
Ved BRIT Awards i 1989 vandt "Perfect" prisen for bedste single og The First of a Million Kisses modtog prisen for bedste album.
Selvom de var populære i de europæiske lande og turnerede i USA var deres største succes uden for Storbritannien i Japan, hvor de turnerede i 1989. Turen endte senere ud i livealbummet Kawasaki Live in Japan 02.07.89.
Under indspilningerne af deres andet album i september 1989 opstod der rygter om skænderier og i januar 1990 gik gruppen i opløsning. Albummet Ay Fond Kiss blev udgivet i 1990 og sangen "Walkin' After Midnight" blev deres sidste single. Den var en coverversion af Patsy Cline hit fra 1957. Albummet bestod af b-sider og andet materiale, der var blevet indspillet til deres første album, hvoraf en del var samarbejde af blot to af gruppens medlemmer. Materialet til deres andet albummet blev senere indspillet af Nevin med Brian Kennedy under navnet Sweetmouth, selvom otte numre siden er blevet sunget af Reader på Kawasaki Live in Japan 02.07.89-albummet.
Eddi Reader startede en solokarriere, mens Mark E. Nevin arbejdede samme med Morrissey, og var med til at skrive det meste af hans album Kill Uncle samt flere senere sange i rockabillystil.

## Medlemmer
- Eddi Reader – vokals – født 29. august 1959, Glasgow, Skotland
- Mark E. Nevin – elektrisk og akustisk guitar – født 13. august 1959, Ebbw Vale, Wales
- Simon Edwards – guitarrón – født 29. april 1958, Hurley, England
- Roy Dodds – trommer – født 11. juli 1951, Buckinghamshire, England

## Diskografi

### Studiealbum
| The First of a Million Kisses | - Udgivet: 1. maj 1988 - Pladeselskab: RCA - Formater: CD, kassettebånd, Vinyl | 2  | 9 | - UK: Platin |
| Ay Fond Kiss                  | - Udgivet: 30. juli 1990 - Pladeselskab: RCA - Formater: CD, kassettebånd      | 55 | — |              |
| "—" Nåede ikke hitlisterne.   |                                                                                |    |   |              |

### Livealbum
- Kawasaki Live in Japan 02.07.89 (2003)

### Opsamlingsalbum
- The Collection: Fairground Attraction, featuring Eddi Reader (1994)
- Perfect: The Best of Fairground Attraction (1995)
- The Very Best of Fairground Attraction, featuring Eddi Reader (1996)
- The Masters (1997)
- 80s Eternal Best: Fairground Attraction Best (1998)
- The Best of Fairground Attraction (2004)

### Videoer
- The First of a Million Kisses (1990)
Samling af musikvideoer: "Perfect", "Find My Love", "A Smile in a Whisper", "Clare"
- Live at Full House (1990)
Liveoptræden på et tysk Tv-show kaldet Live at Full House:

### Singler
| Udgivelsesdato   | Titel                         | Hitlisteplacering | Hitlisteplacering | Hitlisteplacering |
| Udgivelsesdato   | Titel                         | UK                | Australia         | New Zealand       |
| ---------------- | ----------------------------- | ----------------- | ----------------- | ----------------- |
| 31. marts 1988   | Perfect                       | 1                 | 1                 | 4                 |
| 21. juli 1988    | Find My Love                  | 7                 | 86                | 34                |
| 1. november 1988 | A Smile in a Whisper          | 75                | -                 | -                 |
| 31. januar 1989  | Clare (Fairground Attraction) | 49                | -                 | -                 |
| 21. maj 1990     | "Walkin' After Midnight"      | 97                | -                 | -                 |